# Cratere Sūf
Sūf  è un cratere sulla superficie di Marte.